# Ali Dinos
Ali Rasih bej Dinos (gr. Αλή Ρασίχ βέης Ντίνος; ur. 1890 na Kos lub w Prewezie, zm. 1 listopada 1938 w Atenach) – grecki polityk pochodzenia albańskiego. W wyborach z grudnia 1915 wybrany do Parlamentu Grecji, sprawował mandat do 30 czerwca 1917 roku.